# Dracovenator
Dracovenator är en utdöd art av Theropod som levde i Sydafrika under juraperioden.  
Släktet upptäcktes på 1980-talet och beskrevs av Adam M. Yates 2005. Dess namn betyder "drakjägare", eftersom dess fossil upptäcktes i Elliot Formation nära Drakensberg. Det var en av det största rovdinosaurierna under den tidiga juraperioden, och vägde runt 349 kilo och var runt 5-meter lång. Eftersom man aldrig hittar fler fossil från släktet, tror man att Dracovenator var ett ensamstående rovdjur. 